# Klaus vom Bruch
Klaus vom Bruch (* 1952, Kolín nad Rýnem) je německý umělec, který je považován za průkopníka německého videoartu.

## Život
V letech 1975 a 1976 studoval konceptuální umění na California Institute of the Arts u Johna Baldessariho. Následně vystudoval filozofii na univerzitě v Kolíně nad Rýnem. Spolu s Ulrike Rosenbachovou a Marcelem Odenbachem založil uměleckou skupinu ATV. V letech 1992 až 1998 vyučoval mediální umění na Vysoké škole umění v Karlsruhe. Od roku 1999 působí jako profesor mediálního umění na Akademii výtvarných umění v Mnichově. V roce 2000 působil jako hostující profesor na Kolumbijské univerzitě v New Yorku.